# Daisy Duck
Daisy Duck este un personaj fictiv de desene animate ce a fost creat de Walt Disney Productions în 1940, și este iubita Rățoiului Donald. Ca și Donald, Daisy este o rață antropomorfică dar cu gene mari și pene joase ciufulite, pentru a da impresia de o fustă. Este mereu văzută purtând o fundă, bluză și pantofi cu tocuri înalte.
Prima apariție a personajului a fost în filmul Mr. Duck Steps Out (1940), deși o versiune prototip a apărut mai înainte în 1937 în Don Donald. A apărut în 15 scurtmetraje din 1940 până în 1983. În primele sale apariții Daisy avea vocea la fel de limbută ca a lui Donald, dar a fost ulterior schimbată în una normală de domnișoară. În debutul său oficial Donald este chemat de Daisy la o întâlnire, dar tot timpul lor este perturbat de Huey, Dewey, și Louie, care se luptă cu unchiul lor pentru afecțiunea ei. Un an după prima sa apariție, Daisy împreună cu Donald și nepoții lui au avut o apariție scurtă în desenul cu Mickey Mouse The Nifty Nineties, astfel fixându-i poziția ca personaj secundar. A doua apariție oficială a sa va fi în 1945 în desenul Donald's Crime, deși având un rol redus, chiar dacă întâlnirea sa cu Donald este un punct culminant al poveștii. În toate desenele sale Daisy a fost doar un personaj secundar, cu excepția lui Donald's Dilemma (1947). Acolo Donald este lovit în cap de un ghiveci cu flori, și capătă o nouă personalitate mult mai rafinată, ceea ce lui Daisy din păcate nu-i prea place. Aceasta suferă de anorexie, insomnie și chiar de nebunie, toate acestea povestindu-le unui pshiatru.
În desenul Crazy Over Daisy (1950) este introdusă tema muzicală a personajului, cu nume omonin (în română "Nebun după Daisy"), pe care Donald este auzit fluierând-o în unele următoare desene.
Daisy apoi apare în Colindul lui Mickey (Mickey's Christmas Carol) în 1983, jucând-o pe dragostea unui tânăr Ebenezer Scrooge, numită Isabelle. Acest film reprezintă prima apariție cinematografică a lui Daisy după aproape 30 de ani și de asemenea prima dată când apare separată de Donald. Natura filmului acesta, de fel, este aceea a personajelor Disney "jucând" pe altcineva fiecare, deci nu face parte din nici o continuitate a vreunui desen clasic. În 1988 Daisy mai face o apariție cameo în filmul Cine vrea pielea lui Roger Rabbit? (Who Framed Roger Rabbit?), împreună cu celelalte personaje din desene animate clasice. Cea mai recentă apariție cinematografică a personajului a fost în Fantasia 2000, lansat în anul 1999. Ca și filmul original Fantasia, filmul conține diverse segmente muzicale, unul din care îi are pe Donald și Daisy ca ajutorii lui Noe în o reimaginare a lui Arca lui Noe. Donald și Daisy sunt separați în timpul furtunii catastrofale, și consideră amândoi că au pierdut unul pe altul, până când se reunesc la sfârșitul segmentului.
Daisy apare în filmele direct-pe-video Mickey: A fost odată de Crăciun (Mickey: A fost odată de Crăciun) (1999), Mickey, Donald și Goofy: Cei trei mușchetari (Mickey, Donald, Goofy: The Three Musketeers) (2004) și Mickey: A fost de două ori Crăciunul (Mickey's Twice Upon a Christmas) (2004).
Daisy a primit mult mai mult timp considerabil în producții pentru televiziune, făcând apariții numeroase în Gașca Rațelor (Quack Pack) (1996), Fabrica de râs a lui Mickey (Mickey Mouse Works) (1999-2000), Casa lui Mickey Mouse (House of Mouse) (2001–2003), Clubul lui Mickey Mouse (Mickey Mouse Clubhouse) (2006–2016), Mickey Mouse (2013) și Mickey și piloții de curse (Mickey and the Roadster Racers) (2017). În Gașca Rațelor îi este dată o personalitate mai degajată și răbdătoare, și a fost angajată ca un reporter de televiziune cu Donald ca cameramanul ei. Are și o iguană de companie numită Knuckles.
În Buticul lui Minnie (Minnie's Bow-Toons), Daisy este secundul lui Minnie în menținerea propriului lor magazin de fundițe, la fel ca ale lor.

## Caracteristici
De la început Daisy a fost portretizată ca fiind cochetă, bine întreținută, plină de farmec, grațioasă și loială. Este foarte atașată de iubitul ei Donald și îi este și foarte devotată. Asta este arătat foarte bine în Donald's Dilemma, când Daisy este pe punctul de a se sinucide după ce Donald uită de ea. Deși, ea îl are de obicei pe iubitul ei în jurul degetului ei și adesea încearcă să îl calmeze când temperamentul lui începe să ia razna. În afară de dragostea ei, Daisy este mai sofisticată și mai inteligentă decât Donald. Chiar îi dă acestuia în desenul Cured Duck un ultimatum în legătură cu temperamentul său, dar mai încolo se îndreptățește. Uneori chiar și Daisy mai arată ieșiri de temperament, dar spre deosebire de iubitul ei aceasta reușește mereu să îl țină în frâu.
În desenele din Fabrica de râs a lui Mickey/Casa lui Mickey Mouse, uneori era arătată ca uitucă, intruzivă, entuziastă și foarte vorbăreață. Se autoinvită adesea fără să fie întrebată și li se alătură prietenilor când nu este dorită.

## În parcurile Disney
La Walt Disney Parks and Resorts, Daisy este un personaj semi-comun ca o mascotă, pentru parade și spectacole, chiar dacă nu face așa multe apariții ca Donald sau Minnie. Semi-evazivitatea sa a făcut-o foarte populară până într-un anumit punct, mai ales deoarece Daisy face parte din grupul celor șase personaje principale Disney (adică ea, Mickey Mouse, Minnie Mouse, Donald Duck, Goofy și Pluto). Astfel mărfurile cu Disney au devenit mult mai interesante pentru colecționari. În urma expansiunii lui Fantasyland în 2012, Disney a devenit disponibilă pentru salut și făcut cunoștință la Pete's Silly Sideshow.
Daisy apare într-un joc MMORPG numit Toontown Online, unde este văzută în locul de joacă numit "Daisy Gardens" ("Grădinile Daisy"). Este un personaj ce merge împrejur lăsând comentarii despre personajele ce trec pe lângă ea.

## Voce
Daisy a fost jucată de nenumărați actori de-a lungul anilor, dar cea mai mare muncă i se datorează lui Tress MacNeille în 1999. Clarence Nash a jucat-o în primele două apariții, iar apoi Daisy a avut vocea lui Gloria Blondell, Ruth Clifford și Vivi Janiss. În Colindul lui Mickey vocea lui Daisy este făcută de Patricia Parris iar în două emisiuni speciale de Tony Anselmo și Diane Michelle respectiv.
În Gașca Rațelor Daisy este jucată de Kath Soucie, iar în Fantasia 2000 de Russi Taylor (deși nu are nici un dialog, și doar țipă).
Tress MacNeille este în mod curent vocea oficială a lui Daisy pentru toate mijloacele mass-media, și pe care o joacă și în timpul prezent.

## Lista scurtmetrajelor clasice în care Daisy apare
| N/o  | Titlu român                    | Titlu englez                    |
| ---- | ------------------------------ | ------------------------------- |
|      |                                |                                 |
| 1937 |                                |                                 |
|      |                                |                                 |
| 01   | Domnul Donald                  | Don Donald                      |
|      |                                |                                 |
| 1940 |                                |                                 |
|      |                                |                                 |
| 02   | Domnul rățoi la întâlnire      | Mr. Duck Steps Out              |
|      |                                |                                 |
| 1941 |                                |                                 |
|      |                                |                                 |
| 03   | Un moment bun pentru un ban    | A Good Time for a Dime          |
|      |                                |                                 |
| 04   | Minunații ani 90               | The Nifty Nineties              |
|      |                                |                                 |
| 1945 |                                |                                 |
|      |                                |                                 |
| 05   | Infracțiunea lui Donald        | Donald's Crime                  |
|      |                                |                                 |
| 06   | Rața vindecată                 | Cured Duck                      |
|      |                                |                                 |
| 1946 |                                |                                 |
|      |                                |                                 |
| 07   | Problema dublă a lui Donald    | Donald's Double Trouble         |
|      |                                |                                 |
| 08   | Tembelul din Yukon             | Dumb Bell of the Yukon          |
|      |                                |                                 |
| 1947 |                                |                                 |
|      |                                |                                 |
| 09   | Donald somnambul               | Sleepy Time Donald              |
|      |                                |                                 |
| 10   | Dilema lui Donald              | Donald's Dilemma                |
|      |                                |                                 |
| 1948 |                                |                                 |
|      |                                |                                 |
| 11   | Vocea de vis a lui Donald      | Donald's Dream Voice            |
|      |                                |                                 |
| 1950 |                                |                                 |
|      |                                |                                 |
| 12   | Nebun după Daisy               | Crazy Over Daisy                |
|      |                                |                                 |
| 1954 |                                |                                 |
|      |                                |                                 |
| 13   | Jurnalul lui Donald            | Donald's Diary                  |
|      |                                |                                 |
| 1959 |                                |                                 |
|      |                                |                                 |
| 14   | Cum să ai un accident la lucru | How to Have an Accident at Work |
|      |                                |                                 |
| 1983 |                                |                                 |
|      |                                |                                 |
| 15   | Colindul lui Mickey            | Mickey's Christmas Carol        |
|      |                                |                                 |

## Legături externe
- Daisy Duck la Internet Movie Database